# Скляренко Володимир Михайлович
Володимир Михайлович Скляренко (25 травня (6 червня) 1907, Київ, Російська імперія — 8 травня 1984, Київ, УРСР, СРСР) — український театральний режисер школи Леся Курбаса. Батько Володимира Скляренка, режисера Львівського театру юного глядача. Народний артист Української РСР (1954).

## Життєпис
Народився в сім'ї палітурника. З дитинства захоплювався театром. 1920 вийшов на сцену як статист мімансу Київського оперного театру. У 1923—1926 навчався в Київському музично-драматичному інституті імені Лисенка, де здобув фах режисера та актора. На талановитого юнака звернув увагу Лесь Курбас, і в 1926 його зарахували в режисерську лабораторію театру «Березіль». Разом з театром влітку 1926 переїжджає з Києва до Харкова.
Працюючи в «Березолі», Скляренко засвоїв принцип курбасівської режисури: поєднання потужної ідейної концепції з яскравою театральною формою, виробив власний стиль режисури, що характеризується монументальністю образів, наявністю масштабних масових сцен. Юрій Шевельов відзначає вплив грузинськогого режисера Сандро Ахметелі на прийоми «масового сценічного руху» Скляренка (на прикладі постановки «Тетнулд» Шалви Дадіяні).
Самостійно працював у «Березолі», дебютує як постановник першої дії тричастинного ревю «Алло на хвилі 477» (текст колективний, 1929). У театрі він познайомився з актрисою Надією Титаренко, яка 1929 стала його дружиною. Разом вони прожили до кінця життя.
З 1935 по 1947 — мистецький керівник (1944—1947 і директор) Харківського Театру Юного Глядача. З 1944 у Львові, з 1947 головний режисер Львівського, з 1952 — Харківського, з 1954 — Київського Театру опери і балету, 1962-67 Театру ім. І. Франка у Києві.
Драматичні вистави: «Невідомі солдати», Л. Первомайського, «Хазяїн», «Мартин Боруля» І. Карпенка-Карого, «Міщанин-шляхтич» Ж.-Б. Мольєра, «Марина» М. Зарудного, «Скупий» А. Шияна, «Тетнулд» Ш. Дадіяні; опери: «Тарас Бульба» М. Лисенка, «Русалка» А. Дворжака, «Далібор» Б. Сметани, «Арсенал», «Милана» Г. Майбороди та ін.; оперети: «Володимирська гірка» В. Лукашова та ін. Викладав курси акторської майстерности й режисури в Харкові (1927 — 41) й у Львівській консерваторії (1944 —1952).

## Особисте життя
Мав сина Володимира, який також став успішний театральним режисером у Львові. Щоправда, у 74-річному віці батько поховав сина, убитого, як припускають, на замовлення КДБ СРСР. Попри настійливі вимоги батька міліція так і не розкрила убивства, саботуючи розслідування. Постійні скарги Скляренка-старшого та його невістки призводили тільки до змін слідчих (їх було 10). Пізніше матеріали слідства були викрадені з архіву МВС Львівської області.